# Xã Miami, Quận Reno, Kansas
Xã Miami (tiếng Anh: Miami Township) là một xã thuộc quận Reno, tiểu bang Kansas, Hoa Kỳ. Năm 2010, dân số của xã này là 462 người.